# Oheň (Akta X)
Oheň (v anglickém originále Fire) je dvanáctá epizoda první série amerického sci-fi seriálu Akta X. Premiéru měla na televizní stanici Fox 17. prosince 1993. Scénář epizody napsal tvůrce seriálu Chris Carter, režíroval jej Larry Shaw. V hostujících rolích se objevil Mark Sheppard a Amanda Pays. Epizoda je v sérii „Monster-of-the-Week“, nesouvisí se širší mytologií seriálu. Díl si získal Nielsen ratings 6,8 a na jeho počátku jeho vysílání jej sledovalo 6,4 milionů domácností, epizoda obdržela od kritiků vesměs pozitivní recenze.
Hlavními postavami seriálu jsou zvláštní agenti FBI Fox Mulder (David Duchovny) a Dana Scullyová (Gillian Andersonová), kteří pracují na případech spojených s paranormálními jevy, tzv. Akty X. Muldera a Scullyovou navštíví detektiv metropolitní policie (Metropolitan Police), který studoval s Mulderem na Oxfordské univerzitě. Ten se požádá o pomoc při řešení případu, který se týká se sériového vraha schopného pyrokinéze.
V této epizodě se objevilo mnoho nebezpečných kousků využívajících oheň. Ve scéně, kde Mulder a L'ively jsou navzájem konfrontováni každý na jiném konci chodby v rodinném domě rodiny Marsdenových, a kde L'ively zapálí celou chodbu, Mark Sheppard, který hrál L'ivelyho, se mimo záběr přikrčil mimo, aby se ochránil před intenzivním teplem. Jediné zranění, které bylo způsobeno koncepcí dílu, si způsobil David Duchovny, který si spálil ruku, po čemž mu zůstala malá trvalá jizva. Tvůrci zvažovali, že postava Phoebe Greenové by se mohla znovu objevit, ale nakonec se v celém seriálu objevila jen jedenkrát, v tomto díle.

## Dějová linie
V anglickém městě Bosham se majetný postarší muž loučí se svou ženou před odchodem do práce, ale najednou vzplane následkem spontánního samovznícení člověka. Jeho irský zahradník — Cecil L'Ively sleduje, jak jeho zaměstnavatel uhoří na svém trávníku.
Později se ve Washingtonu Fox Mulder a Dana Scullyová setkají s Phoebe Greenovou, vyšetřovatelkou londýnské metropolitní policie a Mulderovou bývalou milenkou z Oxfordské univerzity. Greenová vysvětluje, že sériový žhář se zaměřuje na britskou aristokracii, pálí své oběti zaživa, beze stopy důkazů. Jedinou vazbou mezi zločiny jsou milostné dopisy podezřelého manželkám obětí. Jeho nejnovější cílem je Sir Malcolm Marsden, který je na návštěvě v Cape Cod díky ochraně poté, co utekl útok vraha. Mulder a Scullyová navštíví odborníka na pyrotechniku, který říká, že jen raketové palivo může hořet dost ostře, aby byl zničen důkaz jeho původu.
Mulder řekne Scullyové, že Greenová využívá případ k hraní hry mysli a zneužívá jeho vysilující strachu z ohně. L'Ively poté, co zabil domovníka a převzal jeho identitu, pozdraví Marsdenovu rodinu, která dorazí na prázdninový dom v Cape Cod, předstírajíce americký přízvuk. Bez vědomí rodiny Marsdenových, „domovník Bob“ opatřuje vnější stranu domu vrstvou raketového paliva. L'Ively pomáhá nemocnému řidiči Marsdenových a nabízí mu, že půjde do města, aby mu obstaral trochu sirupu proti kašli. Chvíli na to použije své pyrokinetické schopnosti, když bez zjevného motivu spálí místní bar.
V nemocnici si Mulder a Greenová promluví se svědkem požaru v baru, který jim vypráví o útočníkově zjevné schopnosti vzplanout. Ridič Marsdenových onemocní ještě více kvůli otráveného sirup proti kašli, který mu dal poskytované L'Ively. Kvůli jeho nemoci je L'Ivelynajmut, aby dovezl rodinu do Bostonu tu noc, kdy se mají zúčastnil oslavy v luxusním hotelu. Mulder letí do Bostonu, aby navštívil oslavu s Greenovou a doufá, že nastraží past na podezřelého; Scullyová pokračuje v práci na sestavení trestní profil vraha.
Mulder a Greenová na oslavě tancují a poté se políbí; Scullyová dorazí do hotelu a vidí je. Také všimne L'Ively v hale, který ji zpozoroval. Požární poplach se vypne, poté co vypukne požár v Marsdenově místnosti, kde se nacházejí děti. Mulder se je snaží zachránit, ale je zcela ovládnut svou fóbií a intenzivním kouřem; místo toho jsou zachráněny L'Ivelym. Když se probudí Mulder, Scullyová otázky "Bob", ale je řekl Green, že je dlouholetý zaměstnanec, jehož pozadí odhlásí. Green říká Mulderovi, že ona bude doprovázející Marsdens, když se vrátí do Anglie další den.